# Сидорово (Белозерский район)
Сидорово — деревня в Белозерском районе Вологодской области.
Входит в состав Антушевского сельского поселения, с точки зрения административно-территориального деления — в Антушевский сельсовет.
Расстояние по автодороге до районного центра Белозерска составляет 20 км, до центра муниципального образования села Антушево — 7 км. Ближайшие населённые пункты — Березово, Кашкино, Кузнечиха.
Население по данным переписи 2002 года — 3 человека.